# Кіганда (комуна)
Кіганда — одна з комун провінції Мурамвія, на півночі Бурунді. Центр — однойменне містечко Кіганда.